# 世界の支配者
『世界の支配者』（せかいのしはいしゃ、原題 仏: Maître du monde ）は、1904年に刊行されたジュール・ヴェルヌの冒険小説。『征服者ロビュール』（1886年）の続編である。
病を患っていたヴェルヌの晩年の作品の一つで、この作品の発表後まもなくヴェルヌは亡くなった。当時、ライト兄弟が有人動力飛行に成功して発展しつつあった飛行機を使用した物語が描かれる。

## 概要
1903年夏、不可解な現象がアメリカの東部で続発し、ワシントン警察のジョン・ストロック警部が北カリフォルニアのブルーリッジ山へ調査に乗り出した。彼はそこでその原因が、卓越した技術を有するロビュールによるものだったことを暴く。ロビュールの開発したエプヴァント号は、地上を時速150マイルで走行出来、翼を開いて時速200マイルで飛行することが出来、潜水艦や高速艇としても変形出来る、全長10mの乗り物だった。
『海底二万里』や『征服者ロビュール』を踏襲した内容だが、それらの作品とは異なり、エプヴァント号に乗るのはロビュールの他には副長のトム・ターナーともう一人の部下だけである。

## 登場人物
- ジョン・ストロック - ワシントン警察の警部。
- ロビュール - 卓越した技術を持つ謎の人物。